# ブラックパイナーSOS
ブラックパイナーSOS（ブラックパイナーえすおーえす）は、太田プロダクション所属のお笑いコンビ。1995年結成。

## プロフィール
- 山野 拓也（やまの たくや、1979年8月9日（45歳） - ）

千葉県出身。身長189cm、体重72kg。血液型B型。立ち位置は左でボケ担当。
趣味は睡眠、ボクシング、Mr.Childrenの楽曲に詳しいこと、オリジナルゲーム作り、特技はバレーボール、日本の名字ランキング100まで暗記すること。
独身。
実家は化粧品店を経営し、本人もアルバイトとして勤務している。
- 内藤 正樹（ないとう まさき、1979年11月26日（45歳） - ）

東京都出身。身長172cm、体重60kg。血液型A型。立ち位置は右でツッコミ担当。
趣味はサバイバルゲーム、格闘ゲーム、特技はパチンコ、パチスロ。
実兄は、ドリコム社長の内藤裕紀。既婚者で2児の父。
プロ雀士として日本プロ麻雀連盟に所属、麻雀格闘倶楽部にも参戦中。また明石家さんまとは麻雀仲間である。
eスポーツ専門スクールの講師を務めている。

## 略歴
専修大学松戸高等学校の同窓生。バレーボール部で出会い意気投合し、高校在学中の1995年7月にコンビを結成。卒業後、太田プロダクションで本格的に活動を開始した。なおコンビになる前に、他1人のメンバーと「ブラックパイナーSOSエクストラ」というトリオで活動していた時期もあった。
長身でボケの山野が変キャラになったりするのを、軽やかな内藤がツッコむスタイルの芸風。また、漫才をしながら意味もなく激しい叩き合い（つっこみあい）をするネタも持っている。
「ボキャブラ天国」に出演していた頃には、同番組でのみ司会のヒロミからコンビ名を「下目黒二丁目」に改名させられていた時期もあった。
2006年冬に、おちまさとプロデュースの企画「お笑い芸人エンジニアへの道」で、CCNAというネットワークエンジニアの資格を取得。
2012年7月15日放送のラジオ「有吉弘行のSUNDAY NIGHT DREAMER」内にて、番組の月替わりアシスタントとして出演していた山野は、パーソナリティの有吉から 「イノシシタロウ」 への改名を命じられた。また、この番組への出演が禁じられている為、その場に居合わせていなかった内藤も「斉藤正樹」と改名させられた。改まった名前の効力は、この番組内でのみ。
2016年4月9日放送の「ゴッドタン」に出演し、約5年ぶりの地上波のテレビ出演を果たした。

## 出演番組

### 現在の出演番組

#### ラジオ
- 劇団サンバカーニバル（FM-FUJI、内藤のみ）

### 過去の出演番組

#### テレビ
- しんパラ THE NEXT GENERATION（日本テレビ）
- ボキャブラ天国 （フジテレビ系）- キャッチコピーは「硝子の十代」→「東京都目黒区」、出演は「家族そろって」時代から
- ブレイクもの!（フジテレビ）
- うまいもの好き（フジテレビ）
- とんねるずのみなさんのおかげでした（フジテレビ系）
- ビッグマネー!～浮世の沙汰は株しだい～（フジテレビ）
- 志村けんのだいじょうぶだぁ（フジテレビ）
- あの娘に逢いたい（テレビ東京）
- ねこの穴（テレビ東京）
- 夢のトカチン王国（テレビ東京）
- ヤンチャ黙示録 （テレビ東京）
- 年中夢中コンビニ宴ス（テレビ朝日）
- はみだし刑事情熱系 （テレビ朝日）
- はぐれ刑事純情派 （テレビ朝日）
- 決定!これが日本のベスト100全国一斉○○テスト（テレビ朝日）
- もらえるテレビ! （テレビ朝日）
- 爆笑レッドカーペット （フジテレビ系） - キャッチコピーは「激しいツッコミ合戦」
- 新春ゴールデンピンクカーペットSP（フジテレビ、2009年1月1日）- キャッチコピーは「激しいツッコミ合戦」
- 爆笑オンエアバトル （NHK総合）戦績0勝5敗 最高297KB
- 天才てれびくんワイド （NHK教育）
- THE夜もヒッパレ （日本テレビ系）
- 今夜はプネ・プネ（日本テレビ）
- ぐるぐるナインティナイン（日本テレビ）- 「新日本正直!フィルハーモニーオーケストラ」にコーナー出演
- 特上!天声慎吾（日本テレビ）
- エンタの天使（日本テレビ）- キャッチコピーは「極限の緊急信号(シグナル)」
- ウルトラマンガイア （MBS・TBS系）
- お笑い図鑑 ハマヌキ（tvk）
- イエヤス（CBC）
- 山田太郎ものがたり（TBS、内藤のみ）- 春川琉星役
- ゲームレコードGP（MONDO21）
- 嵐の宿題くん（日本テレビ、2010年3月22日）- 前説を担当、最終回に出演
- ジャガイモン（テレ朝チャンネル、2010年6月24日、山野のみ）
- ひとりが世界のナゼを教えてもらったら?（AXN、2016年10月 - 2018年9月）
- 水曜日のダウンタウン（TBS、2022年2月23日）